# Campanha presidencial de José Maria Eymael em 2022
A campanha presidencial de José Maria Eymael em 2022 foi oficializada em 2 de agosto de 2022 na Assembleia Legislativa de São Paulo (ALESP) em São Paulo. O vice da chapa foi João Bravo.

## Pré-candidatura à Presidência em 2022
Em fevereiro de 2020, numa reunião de lideranças do Democracia Cristã (DC) em Teresópolis, município localizado no interior do estado do Rio de Janeiro, José Maria Eymael aceitou a indicação para ser pré-candidato à presidência da república em 2022.

## Candidatura à Presidência
Em 2 de agosto de 2022, o Democracia Cristã oficializou a candidatura de Eymael para o cargo de Presidente da República na convenção realizada na Assembleia Legislativa de São Paulo (ALESP), concedendo ao candidato o direito de concorrer ao Palácio da Alvorada pela sexta vez, estando presente em todos os pleitos desde a disputa presidencial de 1998 (exceto 2002, segundo dados do TSE), que teve como vencedor Luiz Inácio Lula da Silva (PT).
No dia 6 de agosto de 2022, o nome escolhido para compor a chapa foi o do economista João Barbosa Bravo, também do DC. Bravo foi prefeito de São Gonçalo, cidade da região metropolitana do Rio de Janeiro, entre 1993 e 1996, enquanto esteve filiado ao Partido Democrático Trabalhista (PDT). Por serem do mesmo partido, a chapa é "puro-sangue".
Em 15 de agosto de 2022, Eymael anunciou que seu nome na urna eletrônica será de 'Constituinte Eymael', em referência ao fato de ter sido um dos constituintes de 1988. Pela primeira vez, Eymael utilizará o 'constituinte' em sua campanha. O vice da chapa, João Bravo, terá como nome na urna 'Professor Bravo'.

## Candidatos
| Democracia Cristã                                                                   |                                                                            |
|                                                                                     |                                                                            |
| Constituinte Eymael                                                                 | Professor Bravo                                                            |
|                                                                                     |                                                                            |
| para presidente                                                                     | para vice-presidente                                                       |
| Deputado federal por São Paulo De 1º de fevereiro de 1986 Até 31 de janeiro de 1995 | Prefeito de São Gonçalo De 1º de janeiro de 1993 Até 1º de janeiro de 1997 |
| [ 12 ]                                                                              |                                                                            |

## Resultado da eleição

### Eleições presidenciais
| Ano de eleição | Candidato         | Primeiro turno      | Primeiro turno      | Segundo turno       | Segundo turno       | Ref.          |
| Ano de eleição | Candidato         | # do total de votos | % do total de votos | # do total de votos | % do total de votos | Ref.          |
| -------------- | ----------------- | ------------------- | ------------------- | ------------------- | ------------------- | ------------- |
| 2022           | José Maria Eymael | 16.604              | 0,01                | Não concorreu       | Não concorreu       | [ 13 ] [ 14 ] |